# آلدن (شهر)
آلدن (به آلمانی: Ahlden) یک شهر در آلمان است که در نیدرزاکسن واقع شده‌است.

## خصوصیات
آلدن ۲۵٫۸۳ کیلومترمربع مساحت دارد ۲۱ متر بالاتر از سطح دریا واقع شده‌است.